# Viaducten van Morez
De viaducten van Morez vormen een serie viaducten op de spoorlijn tussen de Franse plaatsen Andelot-en-Montagne en La Cluse. Deze spoorlijn Andelot-en-Montagne - La Cluse wordt in het Frans ook wel de ligne des hirondelles genoemd. 
Het deel tussen Champagnole en Morez werd in 1900 in gebruik genomen. Tussen Morbier en Morez waren vijf viaducten nodig. Het deel tussen Morez en Saint-Claude dateert van 1912, en loopt over het grootste viaduct van de serie. De architect van de viaducten was Paul Séjourné, die werkte voor de PLM, de spoorwegmaatschappij. 

## Afbeeldingen

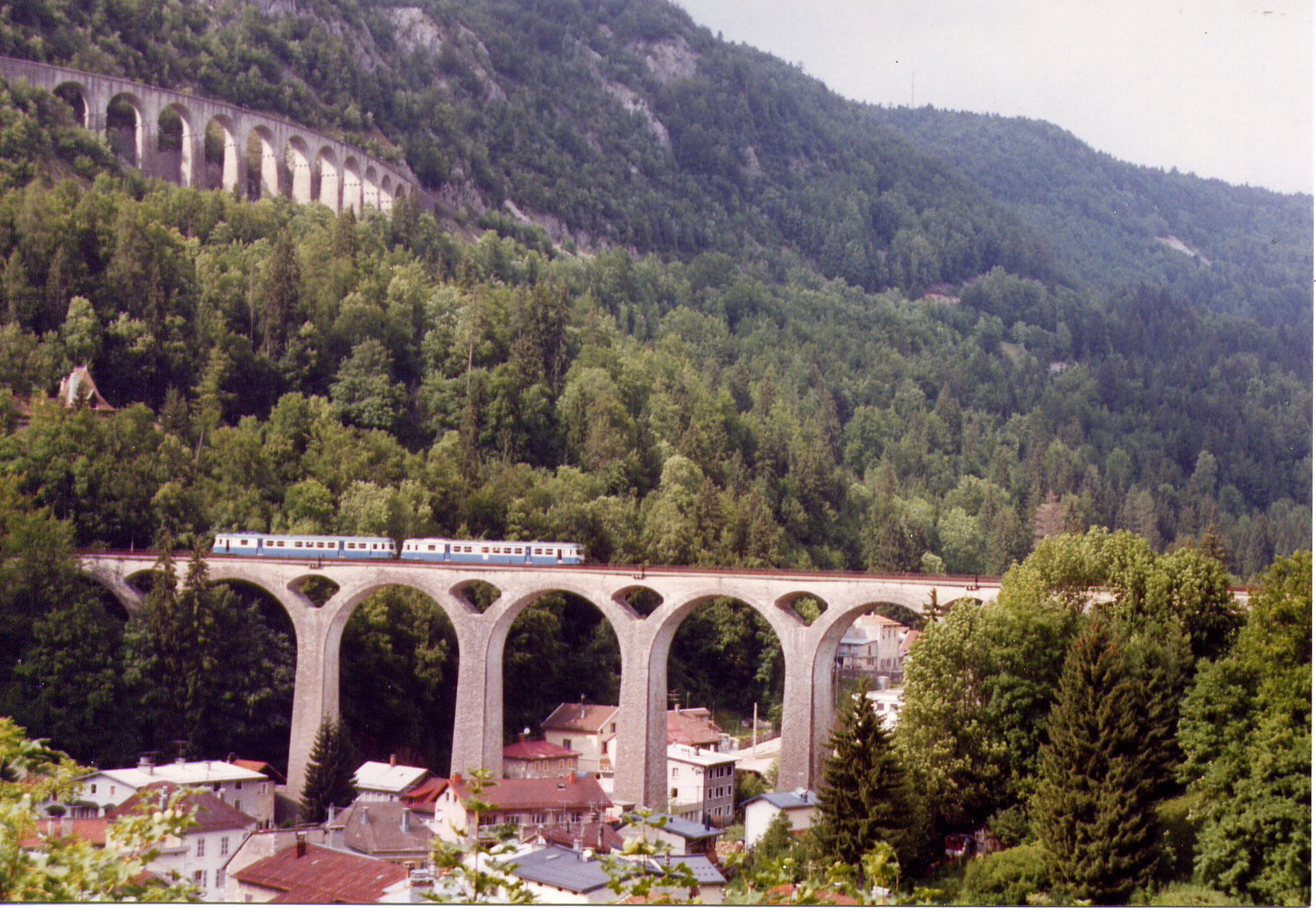
Départ du train vers Saint-Claude
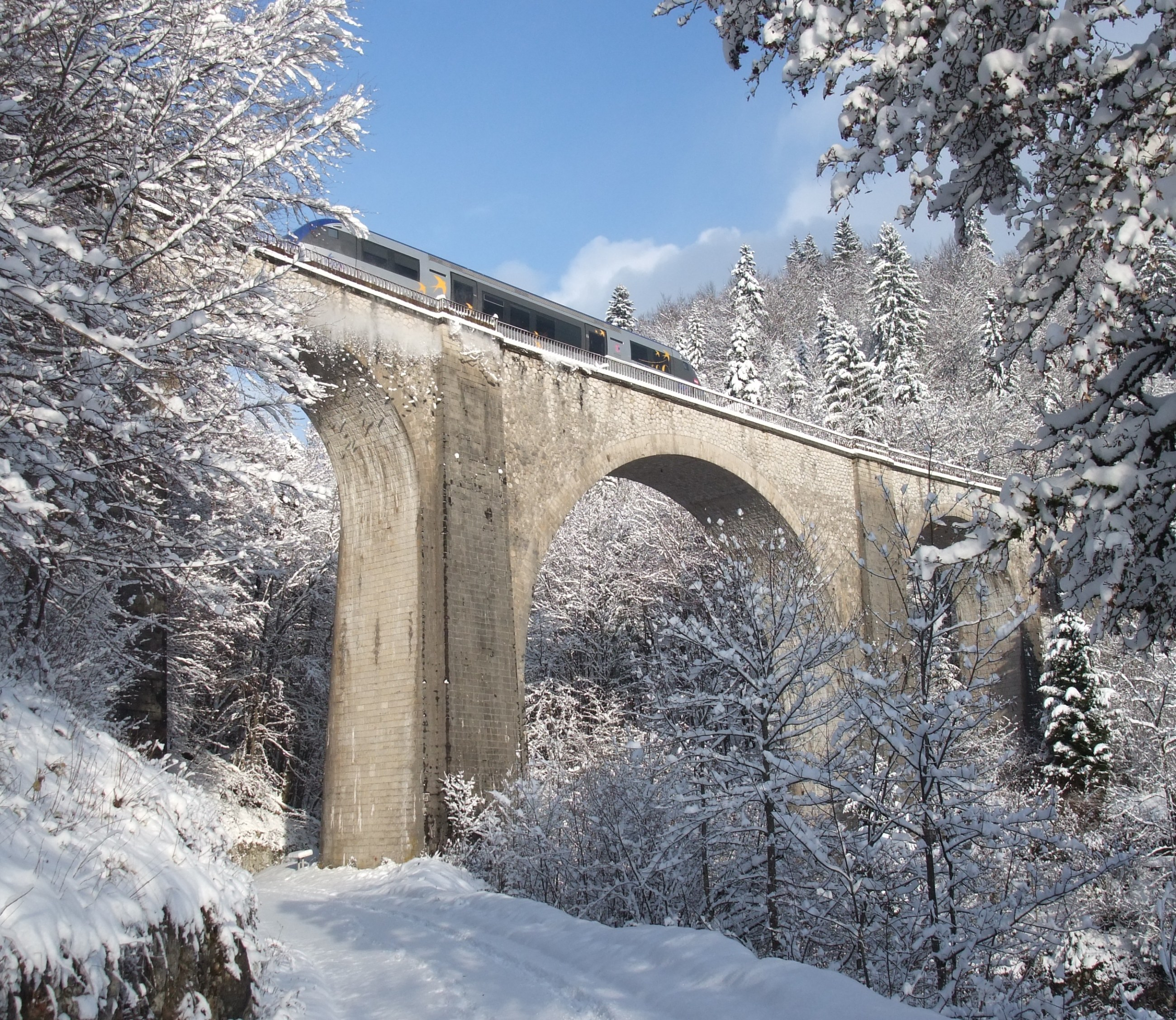
Le viaduc du Saillard
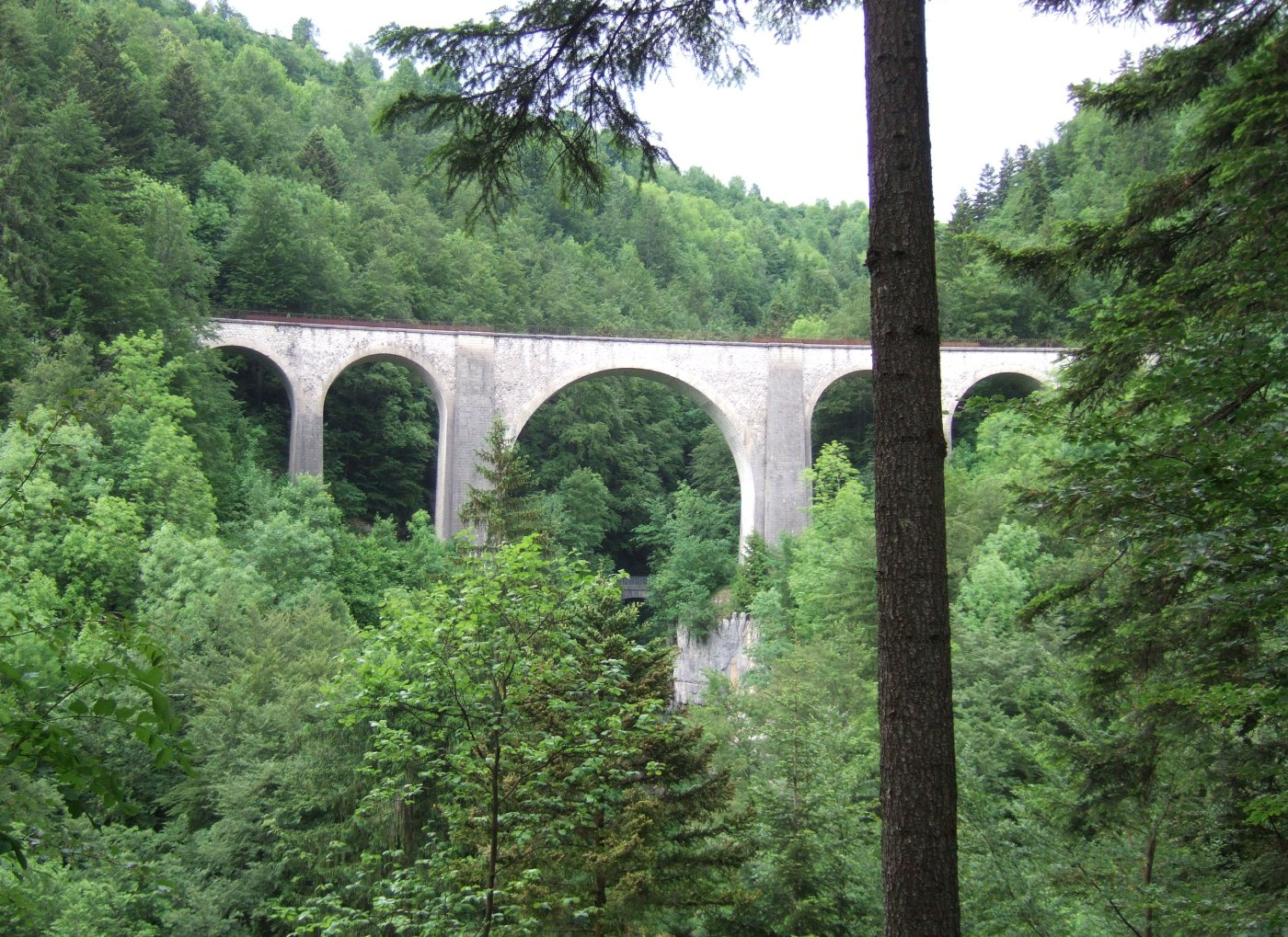
Le viaduc du Saillard en été
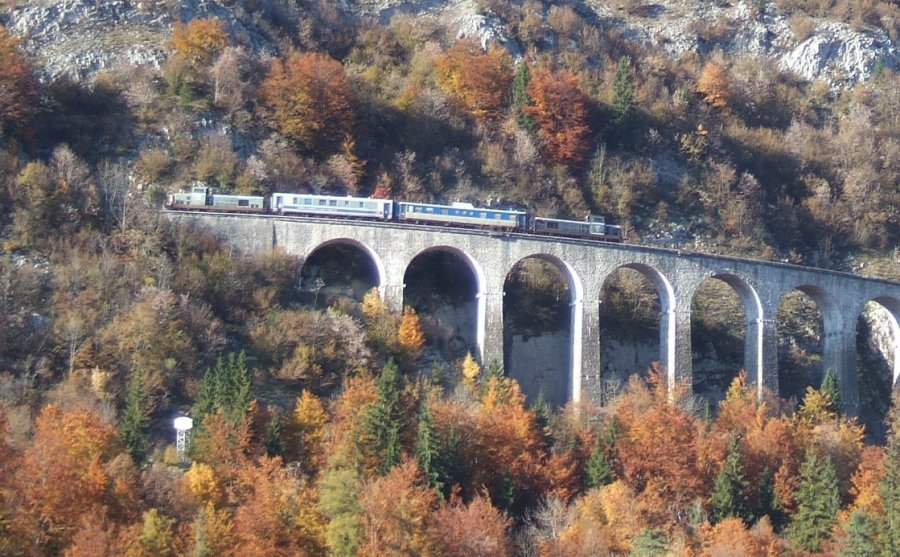
Le viaduc des Crottes
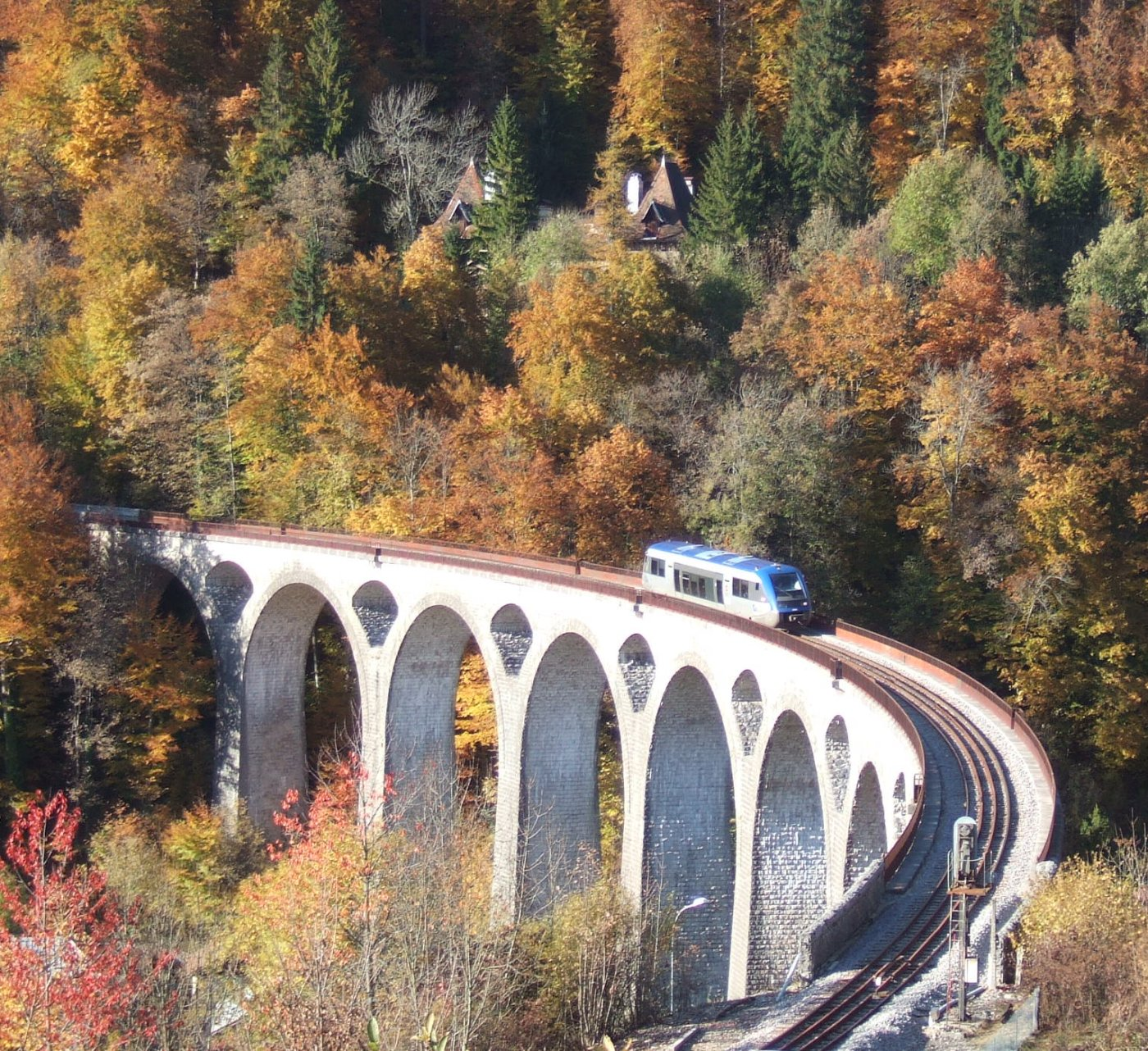
Le grand viaduc de Morez
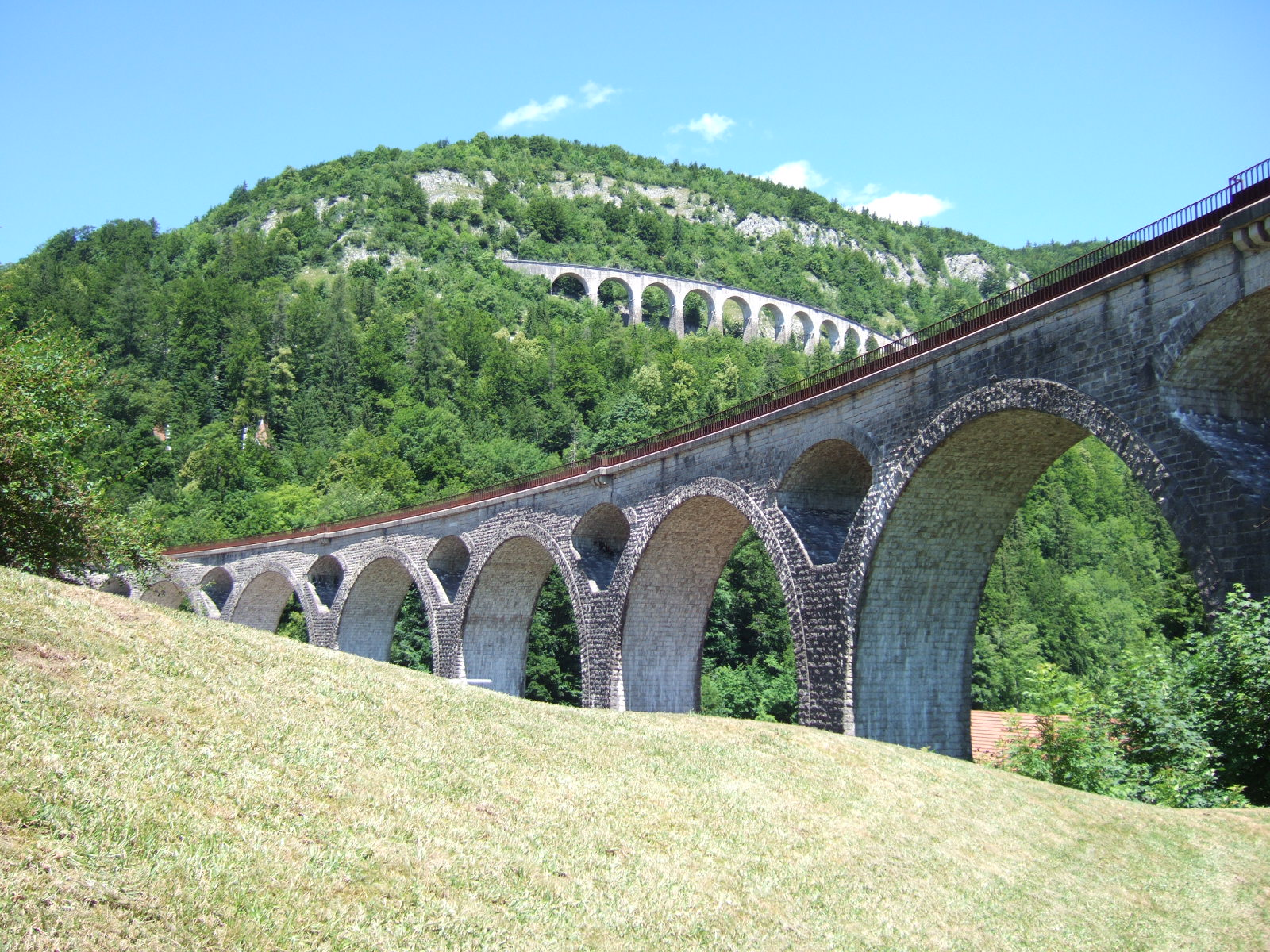
Le grand viaduc et le viaduc des Crottes
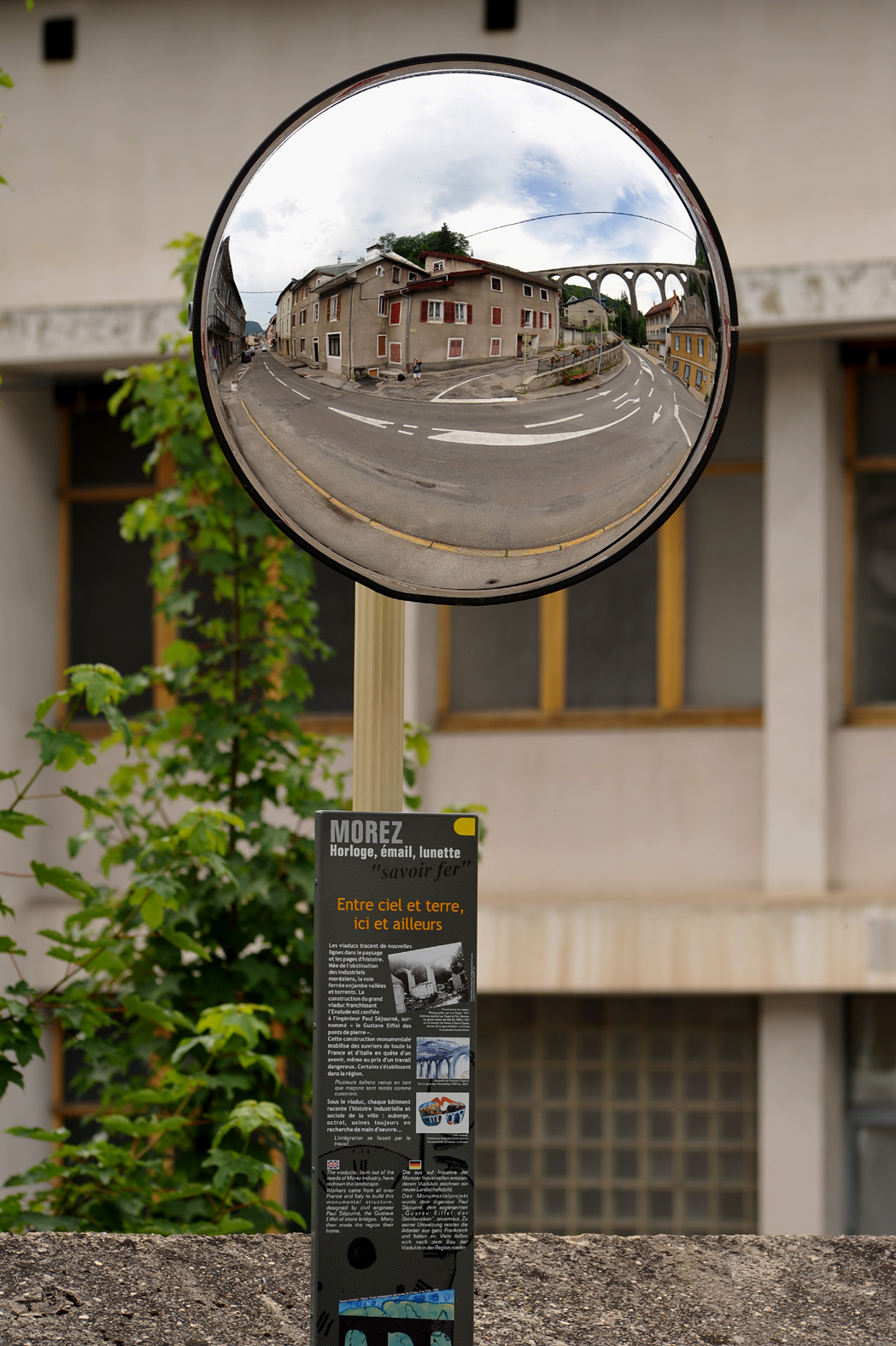
Le grand viaduc de Morez